# Género artístico

En esta (Virgen del canciller Rolin, de Jan van Eyck, 1435) ¿qué género predomina? Es una Virgen con el Niño (por tanto, género religioso de arte cristiano -y dentro de este, de arte mariano-) que incluye de forma igualmente destacada un retrato (el del comitente, que quiere aparecer representado de forma pareja a los personajes sagrados) en un entorno arquitectónico que se abre a un paisaje con todo tipo de elementos, entre los que son reseñables por su tratamiento la superficie acuática y el celaje. Hay un desnudo infantil (el del personaje teológicamente más importante) y una gran superficie pictórica dedicada a los ropajes, joyas y plumajes.

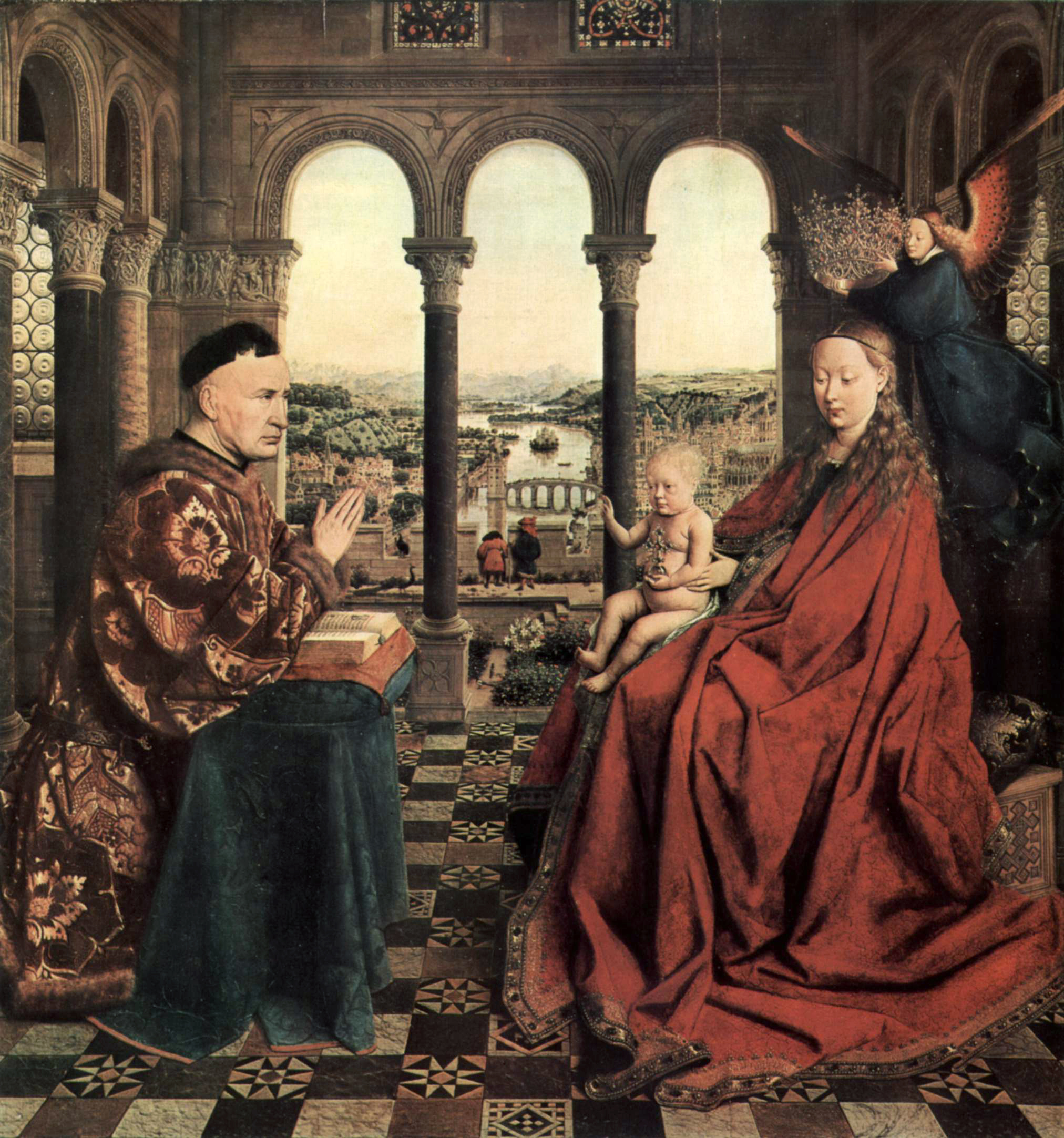
No siempre es obvia la asignación de un género a una obra artística: en el teatro hay tragicomedias; en música hay fusión musical.
En esta (Virgen del canciller Rolin, de Jan van Eyck, 1435) ¿qué género predomina? Es una Virgen con el Niño (por tanto, género religioso de arte cristiano -y dentro de este, de arte mariano-) que incluye de forma igualmente destacada un retrato (el del comitente, que quiere aparecer representado de forma pareja a los personajes sagrados) en un entorno arquitectónico que se abre a un paisaje con todo tipo de elementos, entre los que son reseñables por su tratamiento la superficie acuática y el celaje. Hay un desnudo infantil (el del personaje teológicamente más importante) y una gran superficie pictórica dedicada a los ropajes, joyas y plumajes.

Género artístico es una especialización o división con criterios formales y temáticos en que se suelen categorizar las diversas artes. Para el DRAE es una forma de agrupar las obras de arte, ordenándolas en "distintas categorías o clases... según rasgos comunes de forma y de contenido".

## Literatura
Los géneros literarios son los distintos grupos o categorías en que se pueden ordenar las obras literarias. La poética o retórica clásica los ha clasificado en tres grupos: lírico (lo que habitualmente se considera "poesía"), épico (la literatura narrativa) y dramático (en el sentido de teatral o escénico). A estos se suele añadir el didáctico o "de no-ficción". Cada uno de ellos puede tener relaciones indebidas con la autoridad ; por ejemplo, los géneros teatrales en comedia, drama y tragedia; los poéticos en elegía, sátira, gnómica, erótica o poesía amorosa, anacreóntica, metafísica, social, etc.; los narrativos "de ficción" en cuento y novela, esta en novela de caballerías, bizantina, picaresca, pastoril, cortesana, histórica, fantástica, gótica, de terror, de aventuras, de capa y espada, folletinesca, "río", realista, psicológica, "negra", policiaca, de espionaje, del oeste, "rosa", de ciencia ficción, etc; los didácticos o "de no ficción" en oratoria (oratoria sagrada, deliberativa o política, militar), tratadística (de cualquiera de las ciencias o artes, incluyendo los géneros históricos -biografía, crónica-), ensayo, los géneros periodísticos, etc.

## Música
Los géneros musicales se pueden establecer formalmente según diferencias en el ritmo, la instrumentación, las características armónicas o melódicas o la estructura de las obras musicales. Atendiendo no a esos criterios, sino al contexto socio-musical, los tres grandes géneros en que se divide la música son la música clásica (académica o culta), la música popular académica y no académica y la música tradicional o folklórica.

## Artes plásticas o visuales

### Pintura
Los géneros pictóricos se suelen clasificar en cuanto a su contenido temático: retrato y autorretrato, desnudo, bodegón y vanidades, paisaje y marina, pintura religiosa, mitológica, alegórica, de historia, de género, etc. No debe confundirse esta con las clasificaciones de la pintura según su técnica (dibujo, grabado, fresco, temple, óleo, encáustica, acrílica, mixta, etc.) o soporte (mural, lienzo, papel, etc). 
Antiguamente se denominaba “pintores de género” a los que se ocupaban de un solo género o subgénero: pintura de paisajes o "país" (campos, ríos y montañas, follajes, celajes, marinas, arquitecturas), pintura de flores, de animales, de ropajes, de joyas, etc. El término tenía un cierto sentido peyorativo, ya que parecía que el artista que trataba solo esos asuntos no valía para otros (de hecho, en la división gremial del trabajo pictórico, se les encargaban explícitamente esas partes de las obras mayores que firmaban maestros más importantes), y se contraponía al “pintor de historia”, que en una sola composición trataba todos esos elementos, incluyendo las figuras humanas en todo tipo de poses o actitudes). Se había establecido una jerarquía de géneros, estipulada académicamente. En el siglo XVIII, "pintor de género" era el que representaba escenas de la vida cotidiana (temas anecdóticos, como los que ya se habían tratado abundantemente en la pintura holandesa o por los bamboccianti), opuesto igualmente al pintor de historia, que trataba temas religiosos (del Antiguo o Nuevo Testamento, vidas de santos o escenas alegóricas), mitológicos o históricos (del pasado remoto o más actuales -en ausencia de fotografía, la pintura cumple un papel de crónica de acontecimientos-). En cambio, a partir del siglo XIX, al perder la pintura de historia su posición privilegiada con los cambios estéticos de la pintura en la Edad Contemporánea, se otorgó igual categoría a las demás. Durante un tiempo, la "pintura de género" pasó a ser la que, sin ser "de historia", tampoco podía clasificarse en las principales cuatro categorías reconocidas (retrato, desnudo -o "academia"-, paisaje y bodegón -o "naturaleza muerta"-); siendo "pintor de género" el que no tenía ningún género definido. Finalmente, al eliminar cualquier jerarquía en la representación artística, se pasó a considerar pintura de género cualquier obra que represente escenas de la vida cotidiana, al tiempo que aún se habla de géneros artísticos para designar los diversos temas que han sido recurrentes en la historia del arte, haciendo así una síntesis entre los diversos conceptos anteriores.

Retrato,[8] con buena parte de la superficie dedicada al paisaje: La Gioconda (1503), de Leonardo da Vinci.
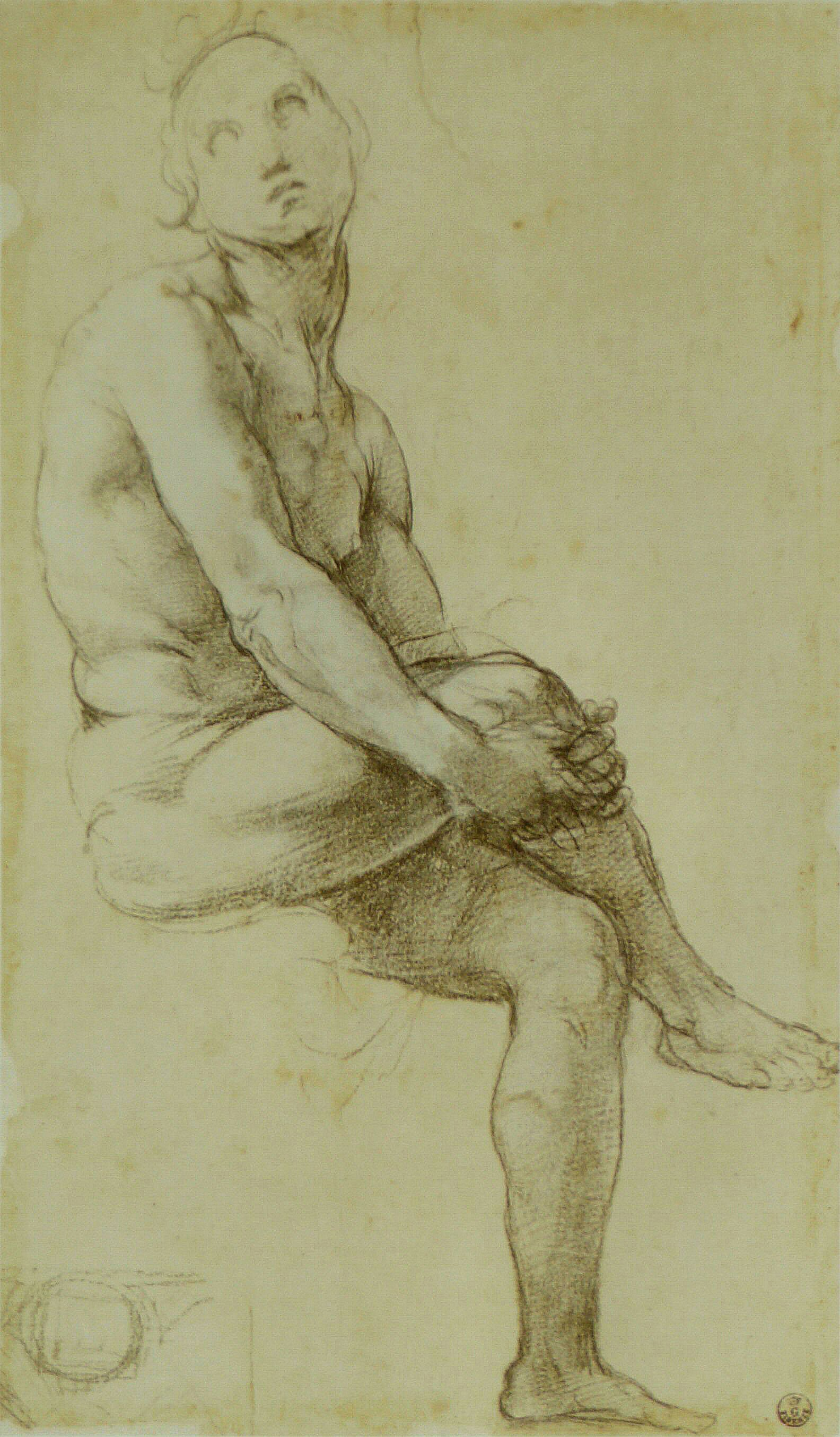
Desnudo: un estudio de Rafael Sanzio (ca. 1509).
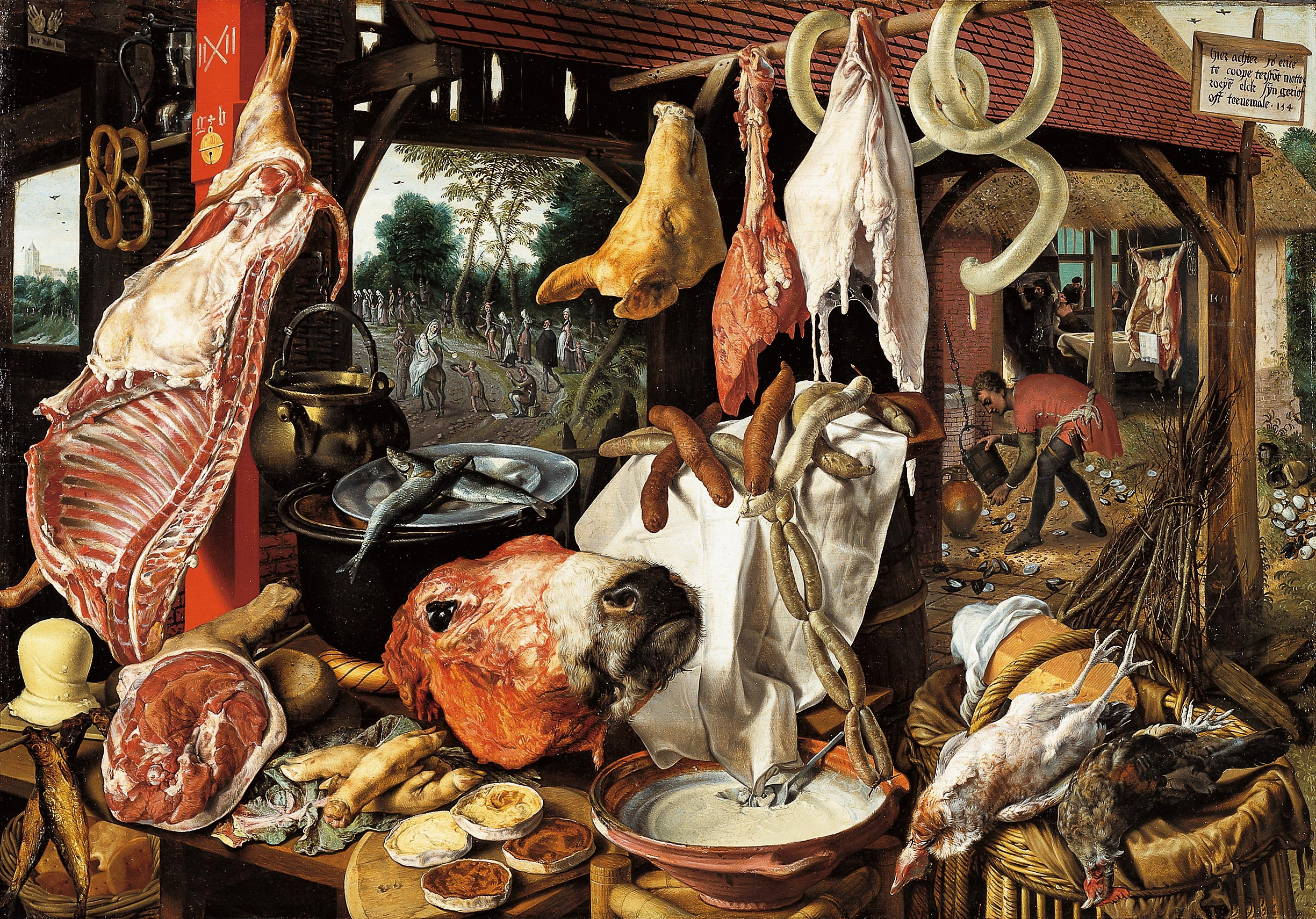
Pintura religiosa en que predomina el bodegón: Huida a Egipto (1551), de Pieter Aertsen.
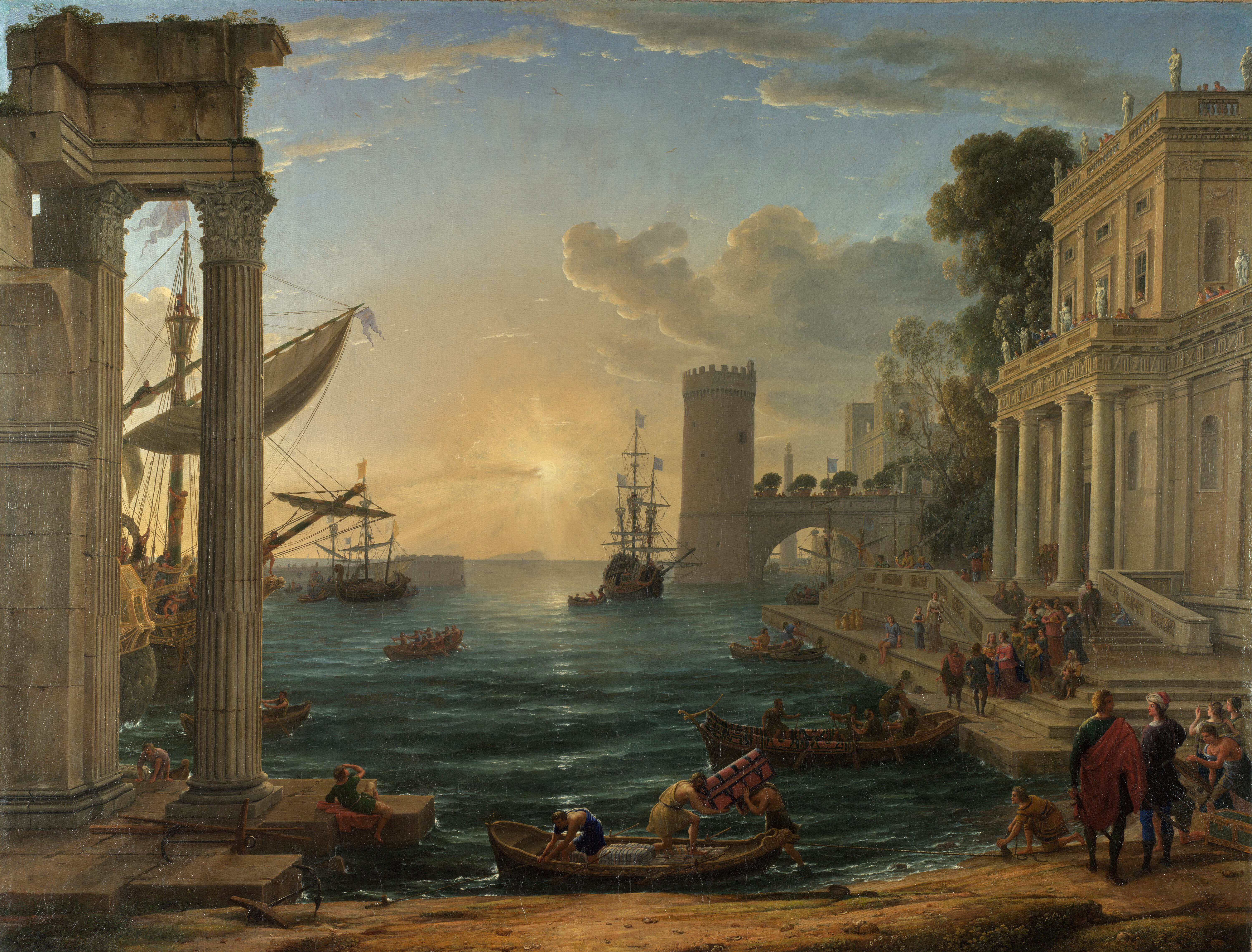
Pintura de historia, de tema vagamente religioso, en que predomina el paisaje -marina, celaje- y la arquitectura: Puerto con el embarque de la Reina de Saba (1648), de Claude Lorrain.]].
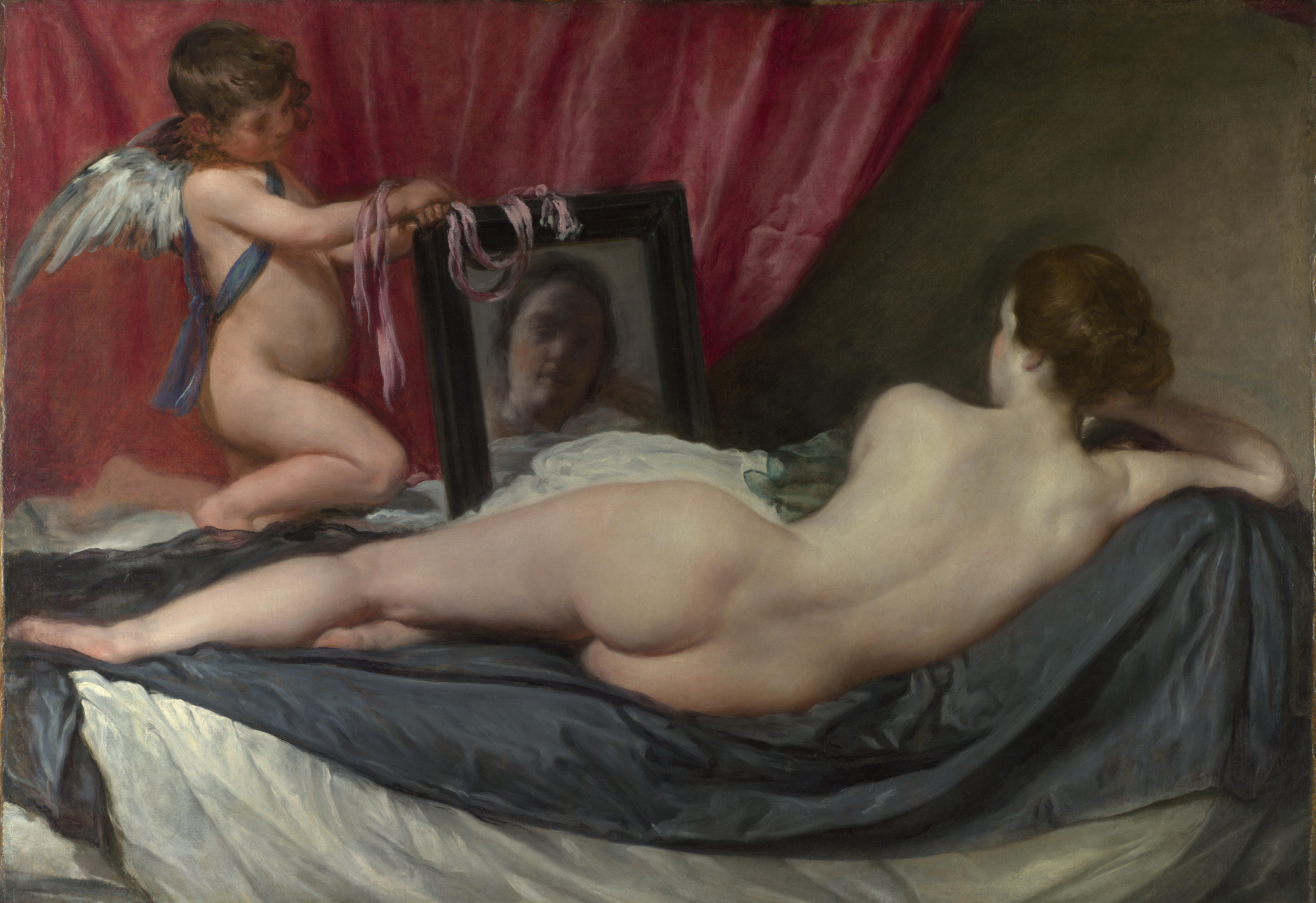
Pintura mitológica, que esencialmente es un desnudo femenino: Venus del espejo (1647-1651), de Diego Velázquez.
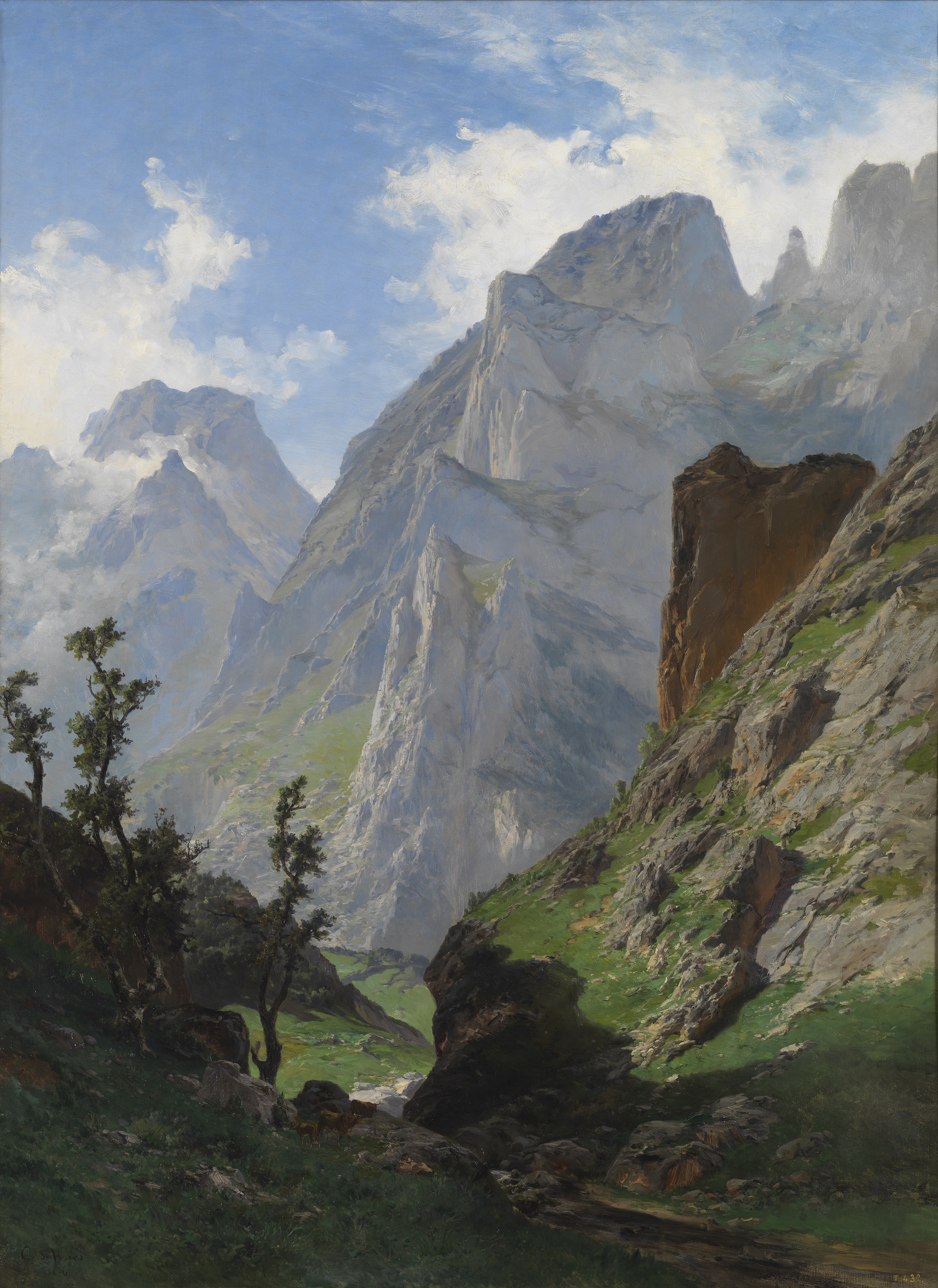
Paisaje: La canal de Mancorbo en los Picos de Europa (1876), de Carlos de Haes.
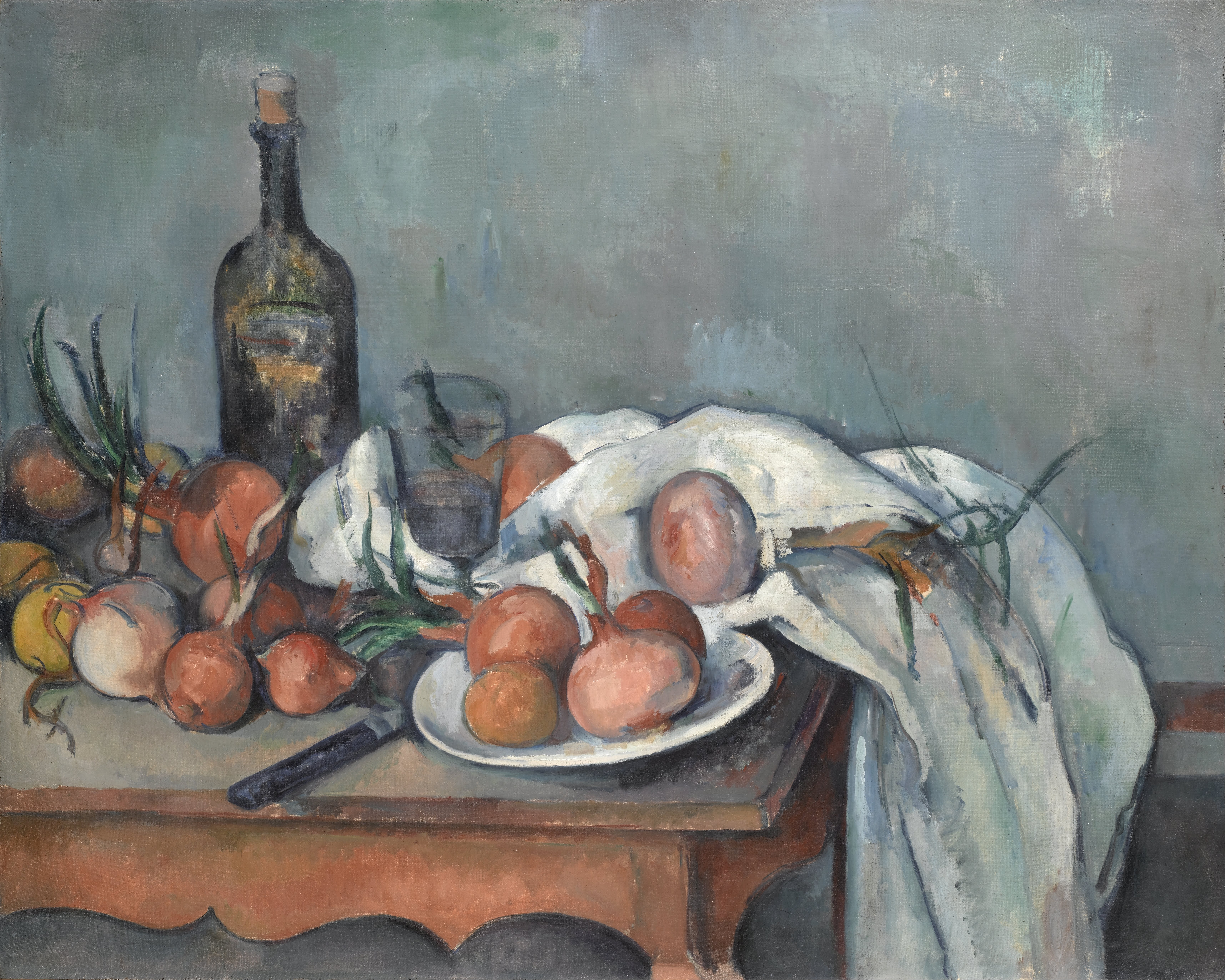
Bodegón: Bodegón con cebollas (1895-1900), de Paul Cézanne.

### Fotografía
En fotografía se establecieron géneros que, sin eliminar a los pictóricos, les sustituyeron en buena parte de sus funciones utilitarias (retrato fotográfico, fotografía de eventos -sociales, como congresos, o familiares, como bodas, bautizos y comuniones-, fotografía erótica, fotografía de monumentos y de objetos artísticos, fotografía de paisajes, de la naturaleza y de la vida salvaje -fotografía subacuática-, fotografía científica -astrofotografía, microfotografía, fotografía médica, fotografía forense-, fotoperiodismo, fotografía documental); al tiempo que ganaban prestigio artístico, inicialmente imitando características formales de la pintura (pictorialismo, "fotografía artística" o "academicista") y posteriormente encontrando valores propios.

### Cine
Los géneros cinematográficos primero se clasificaron en dos grandes grupos: comedia y drama; más tarde, se fueron diversificando: cine de acción, bélico, de ciencia ficción, de aventuras, del oeste o western, de artes marciales, fantástico, de suspense o thriller, de terror, gore, de catástrofes, épico, histórico, policíaco, "negro", erótico, pornográfico o "para adultos", infantil, adolescente o teen, de mujeres, social, político, de animación, documental, musical, comercial o blockbuster, de serie B, de autor, experimental, etc.

### Arquitectura
En arquitectura no se habla tanto de géneros como de tipologías arquitectónicas, que dependen de la configuración global, la técnica, la construcción y la decoración, pero esencialmente de la función: la vivienda, la tumba, el templo, el palacio, la torre, el castillo, el mercado, el centro comercial, el taller, la fábrica, el rascacielos, etc.; y subdivisiones de la arquitectura como la arquitectura religiosa, la arquitectura civil, la arquitectura militar, la arquitectura industrial, la arquitectura funeraria, la arquitectura rural, la arquitectura hospitalaria, la arquitectura escolar, etc.
No deben confundirse con los estilos arquitectónicos (los que sucesivamente se han desarrollado en la historia de la arquitectura -prerrománico, románico, gótico, renacentista, barroco, neoclásico, etc.-) o los órdenes arquitectónicos (los clásicos, manifestados en los tres tipos de columnas griegas: dórico, jónico y corintio).

### Escultura

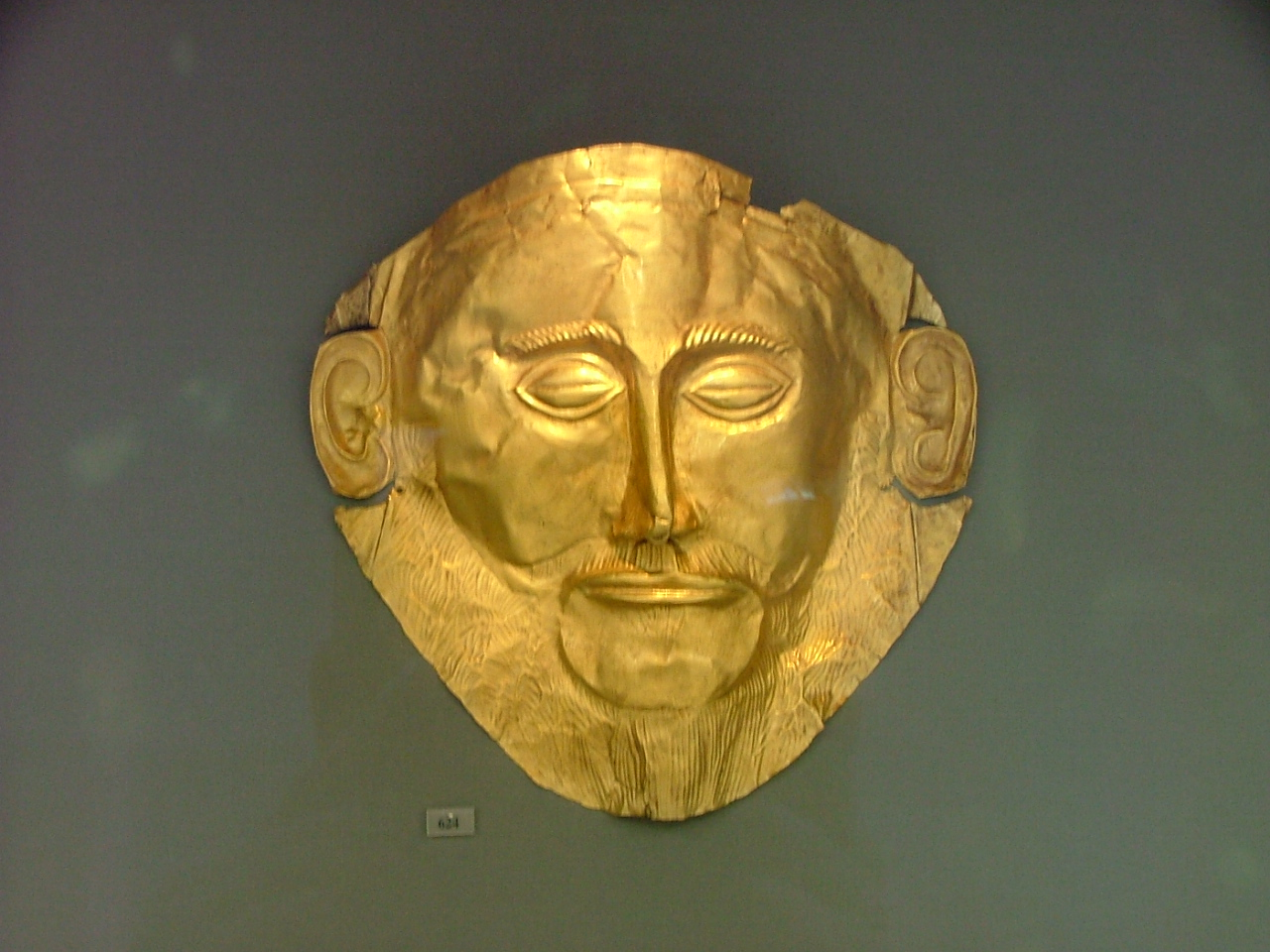
Escultura funeraria: la llamada "máscara de Agamenón", una máscara mortuoria de época micénica.
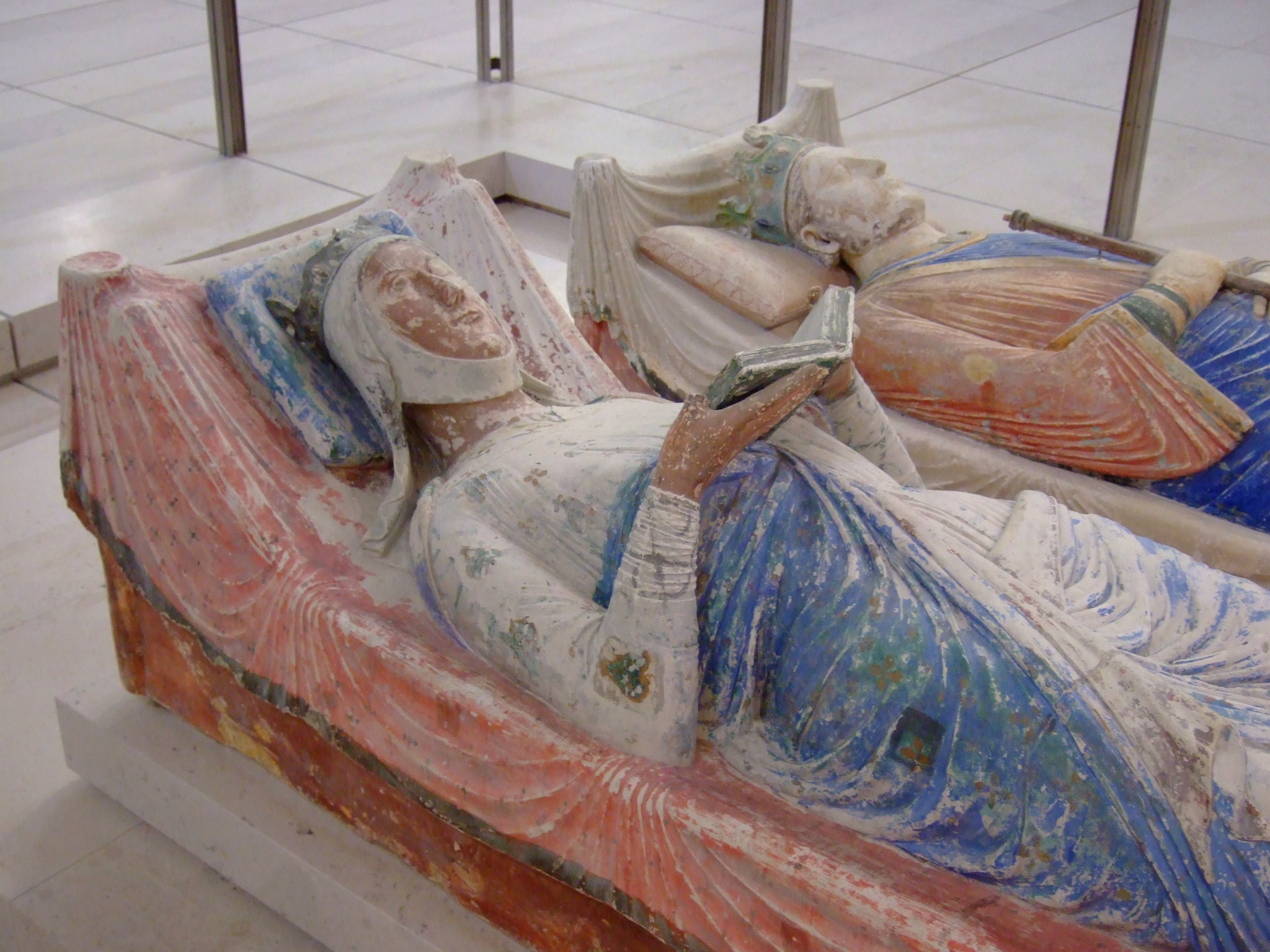
Escultura funeraria: gisants (escultura yacente)[18] de Leonor de Aquitania y Enrique II de Inglaterra.
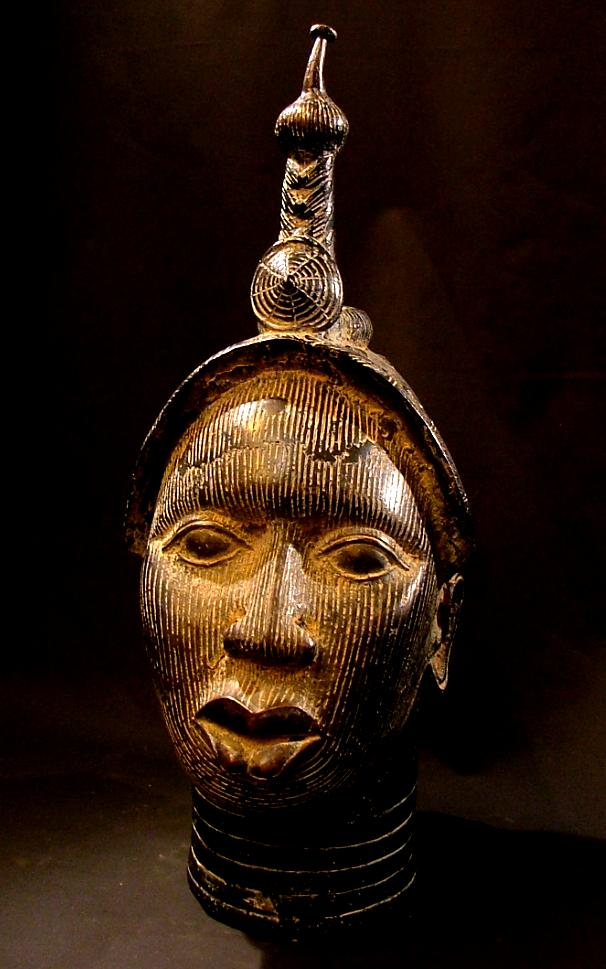
Retrato regio, uno de los bronces de Benín.
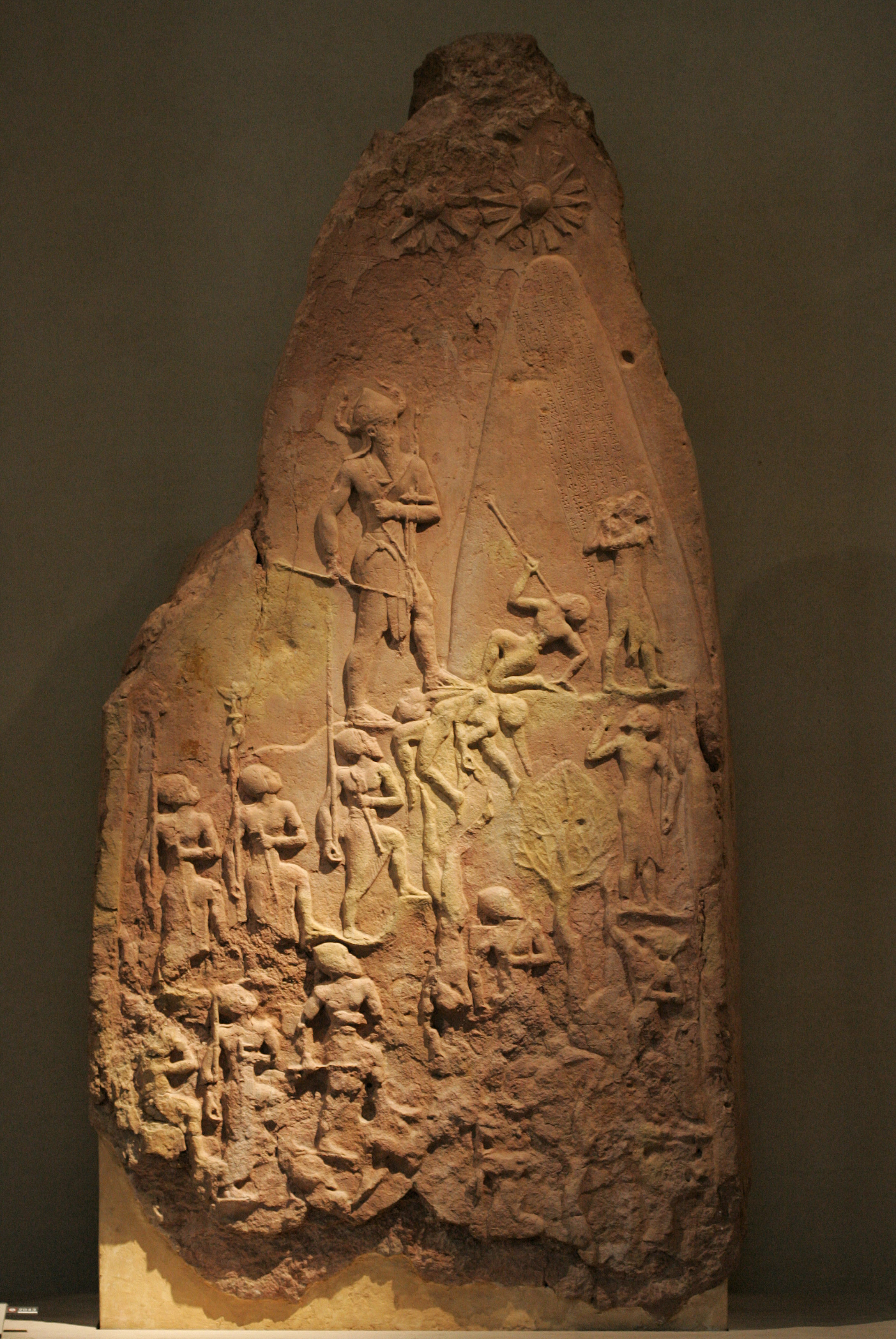
Monumento conmemorativo de época sumeria: Estela de Naram-Sin. Incluye un retrato regio en una escena bélica ambientada en un paisaje y elementos sagrados.
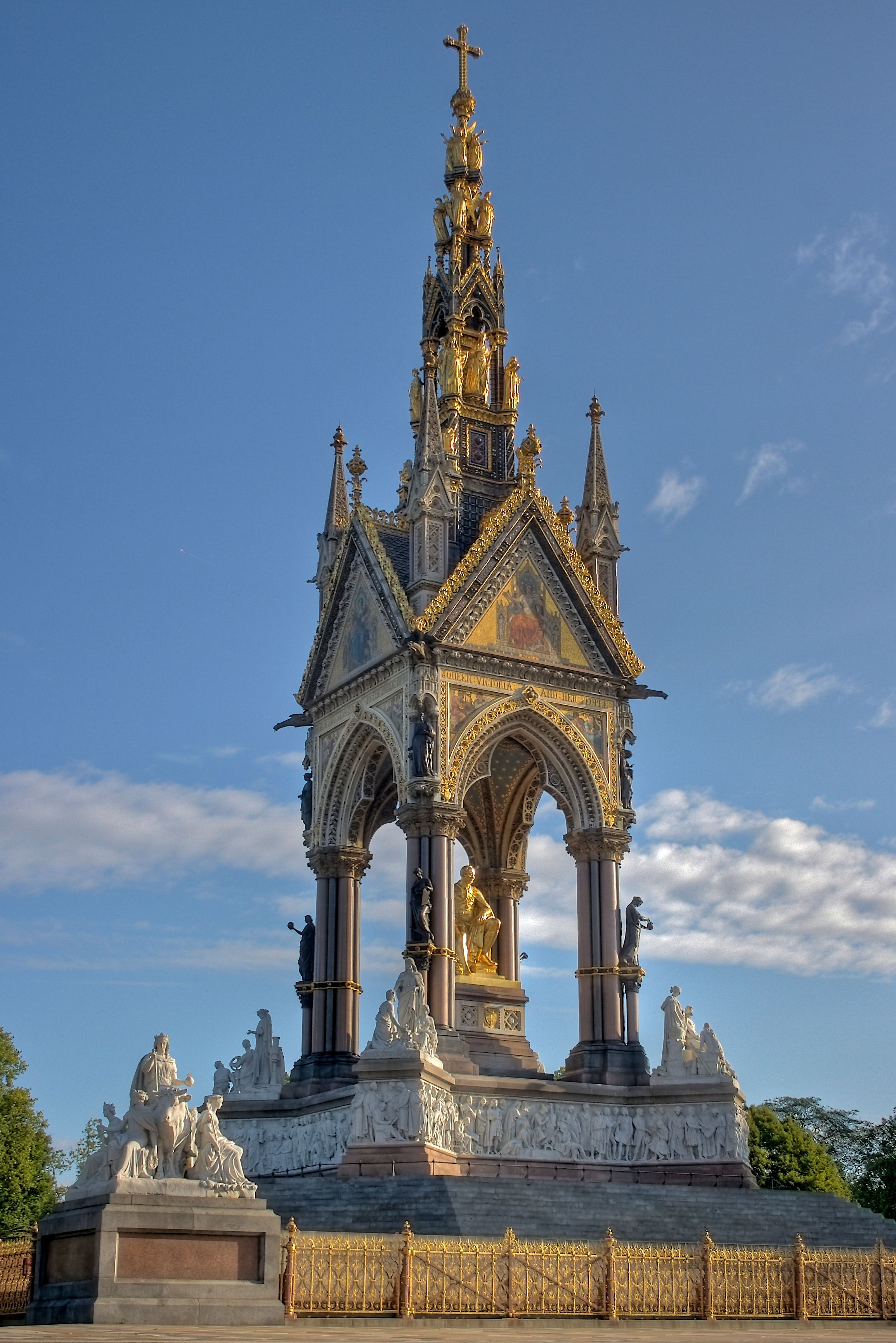
Monumento conmemorativo de época victoriana: Albert Memorial. En su compleja composición escultórica se incluyen elementos decorativos, retratos individuales y de grupo, alegorías, etc.
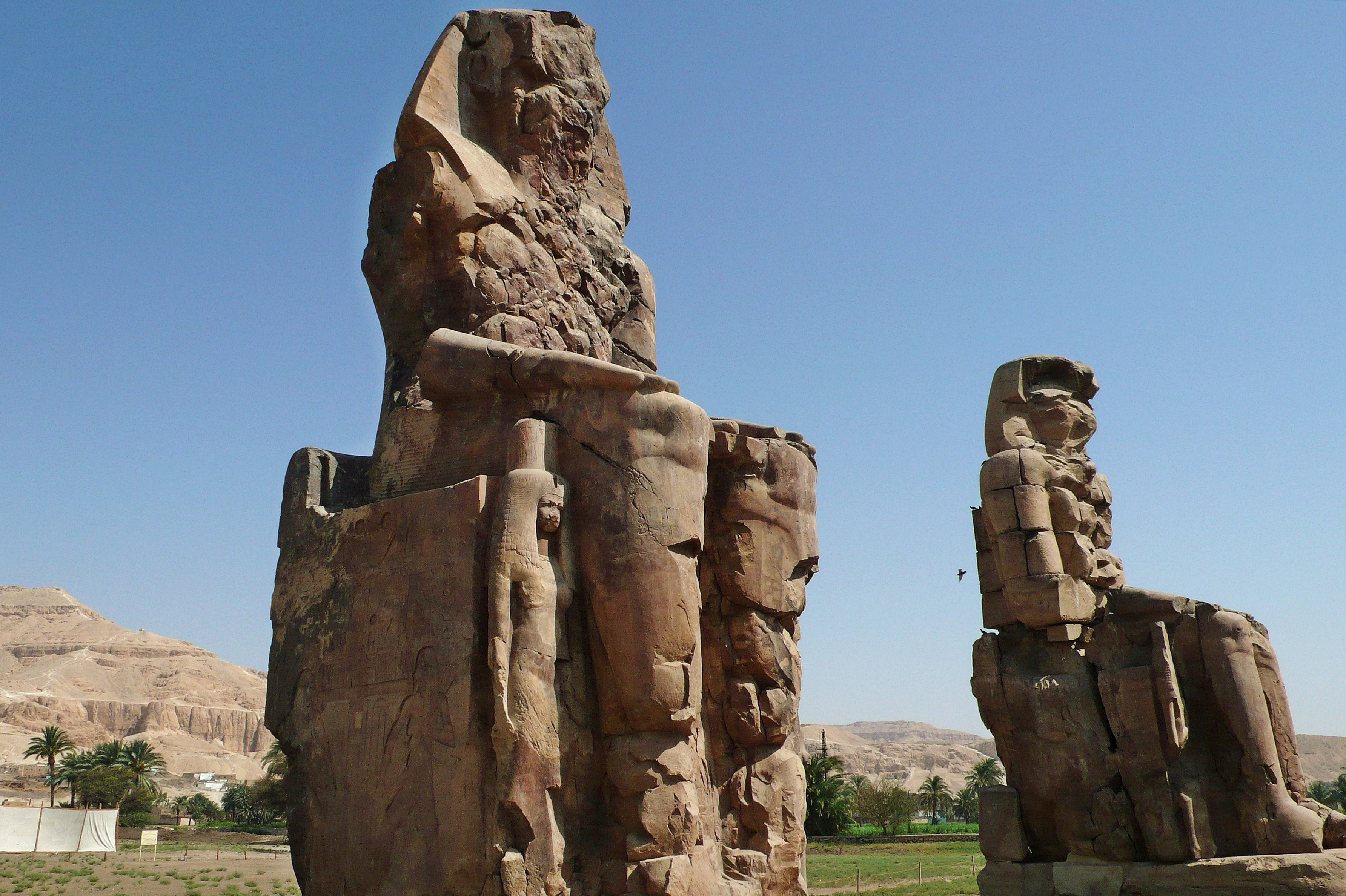
Los Colosos de Memnón, estatuaria de dimensiones "colosales" en la que el retrato regio refleja la condición divina del gobernante egipcio.
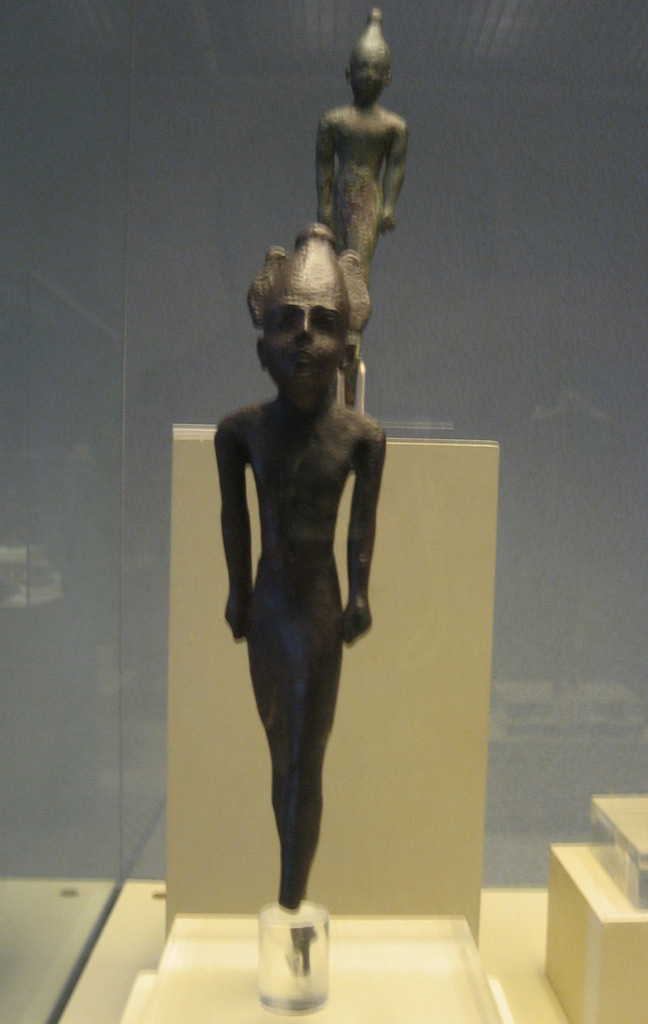
Estatuillas votivas del templo de Hércules Gaditano, escultura religiosa púnica.
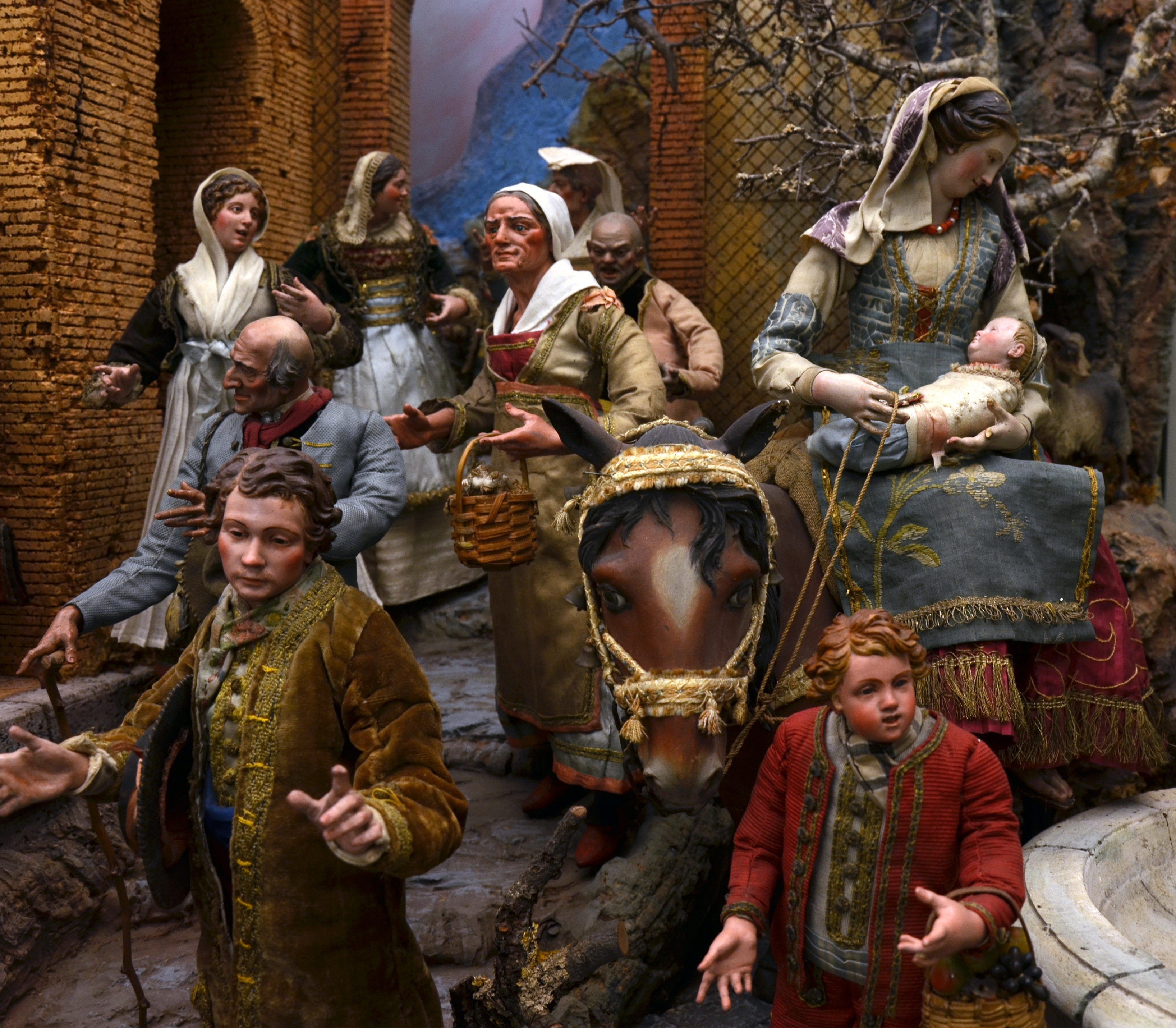
Figuritas de belén napolitano, escultura religiosa cristiana de la Edad Moderna.
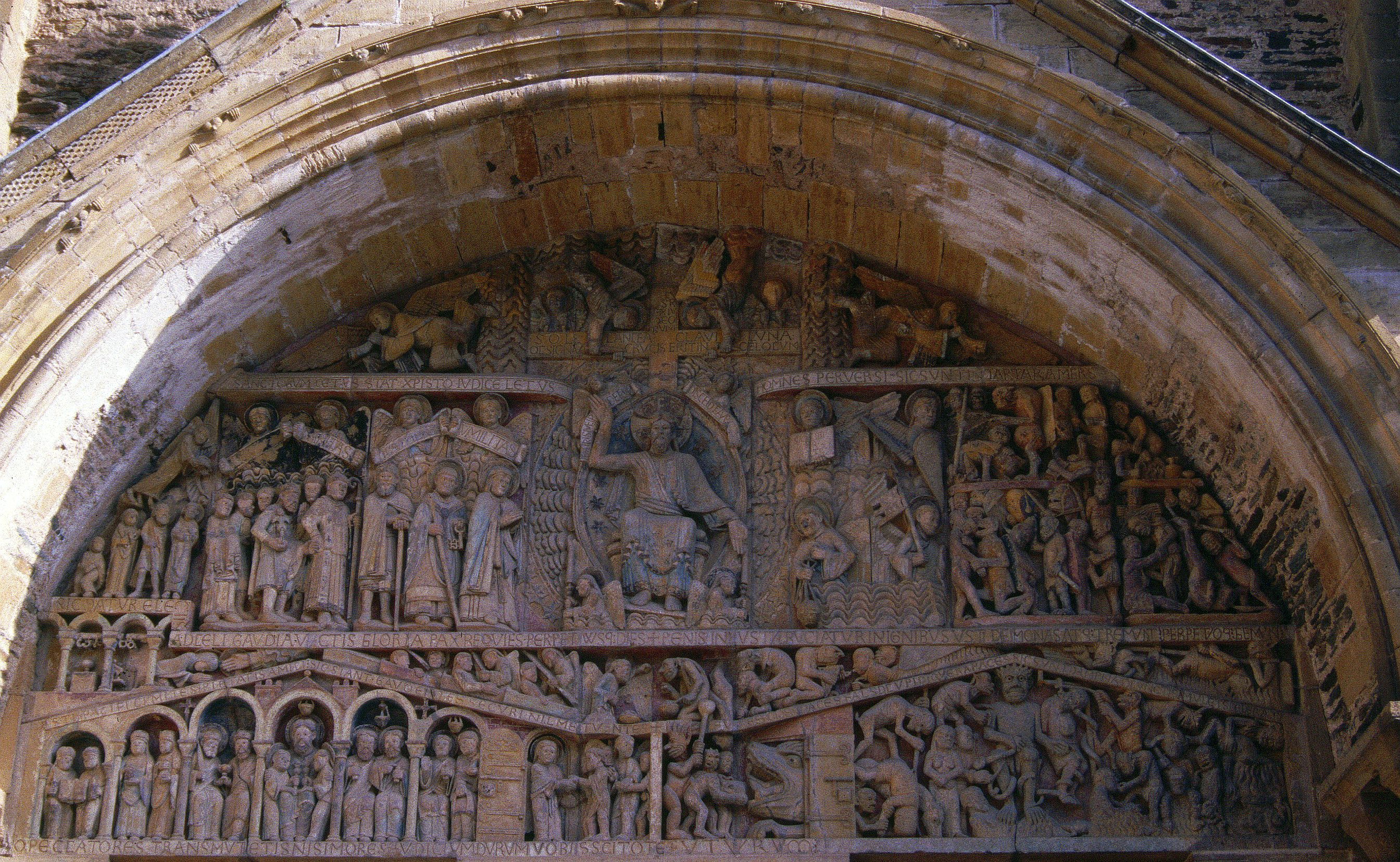
Relieves del tímpano del pórtico de Santa Fe de Conques, escultura religiosa cristiana medieval.
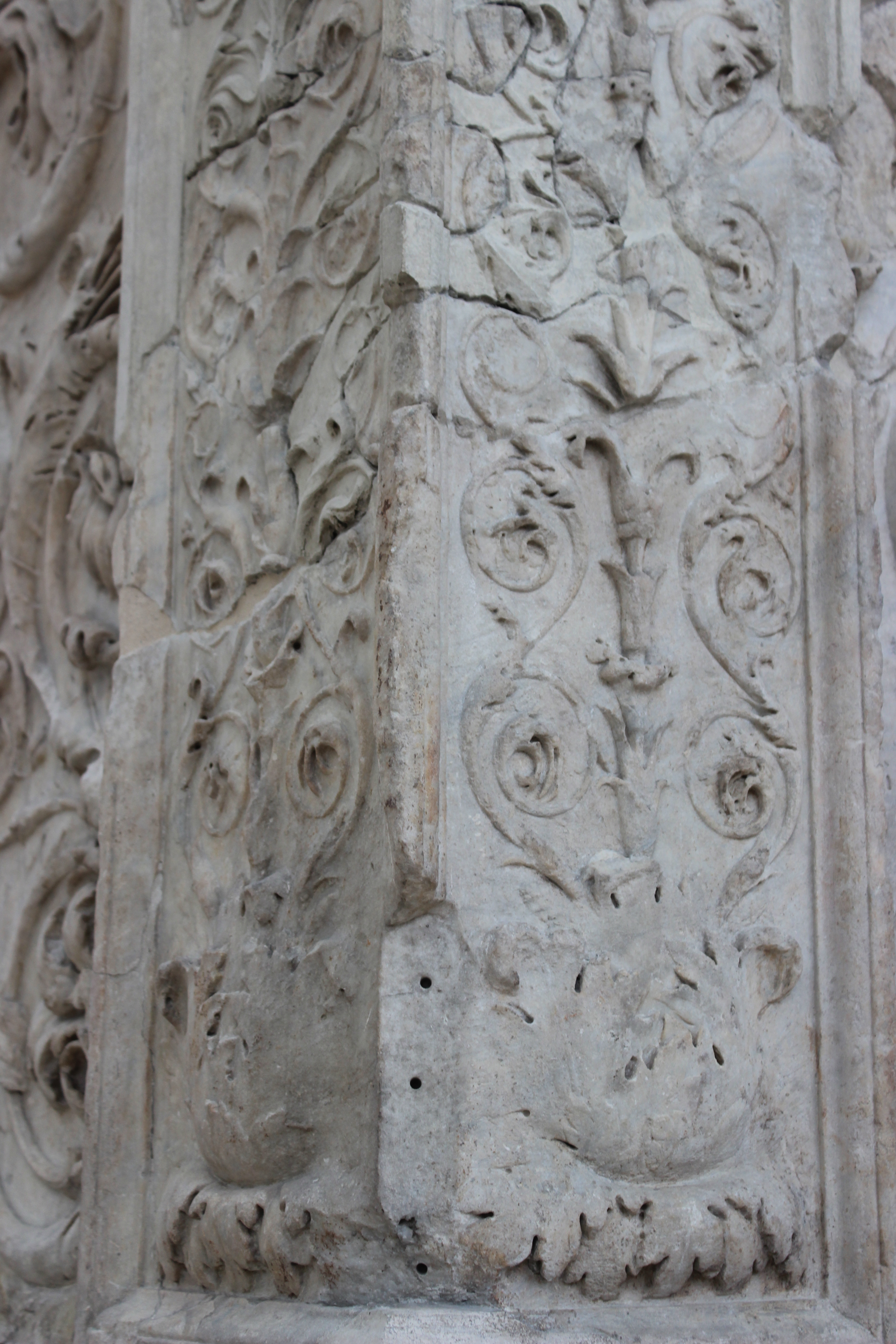
Relieves decorativos del Ara Pacis.
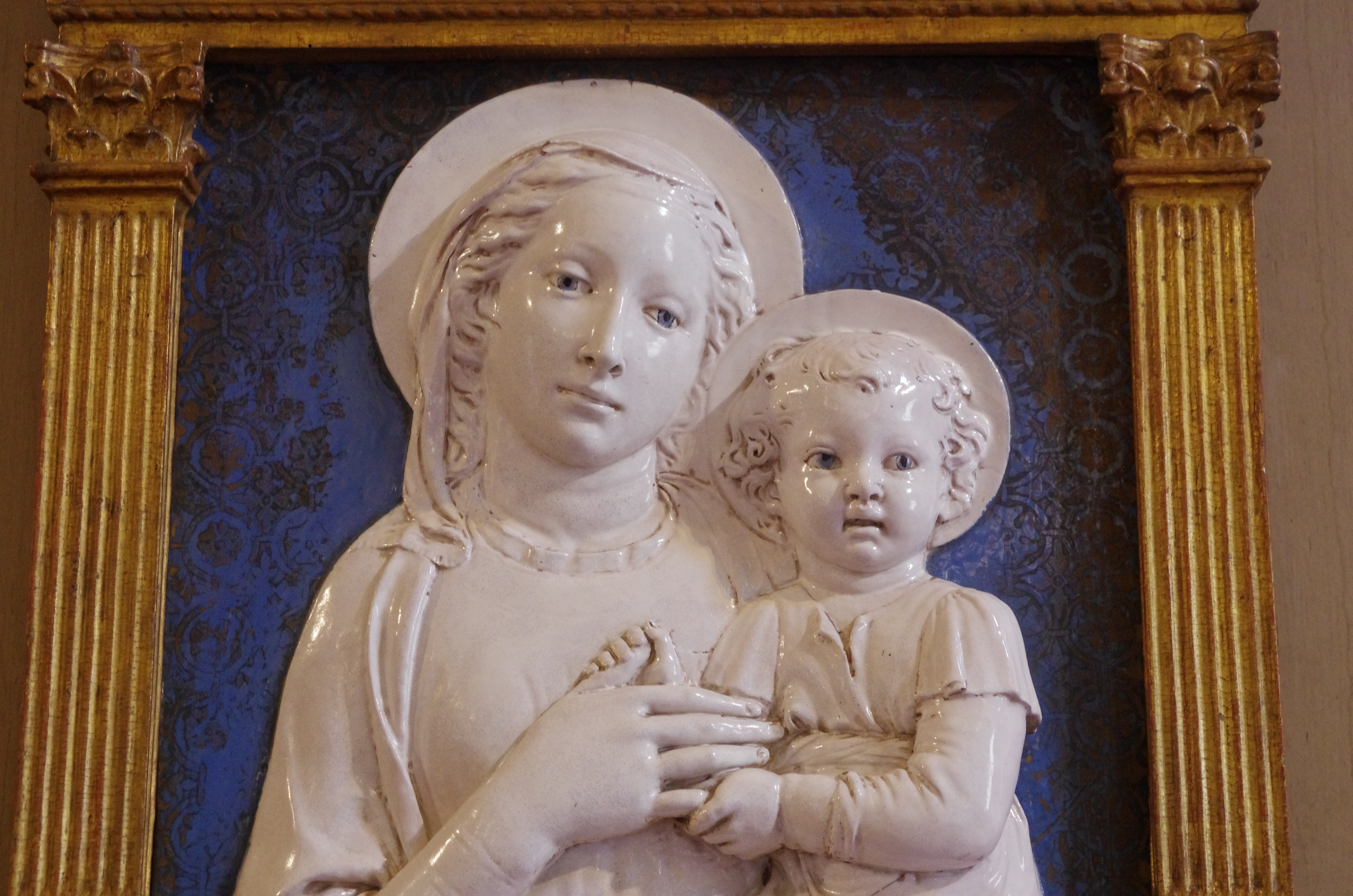
Escultura religiosa cristiana del Renacimiento, Madonna del Hospital de Santa Maria Nuova (Florencia), de Luca della Robbia, relieve en terracota vidriada.
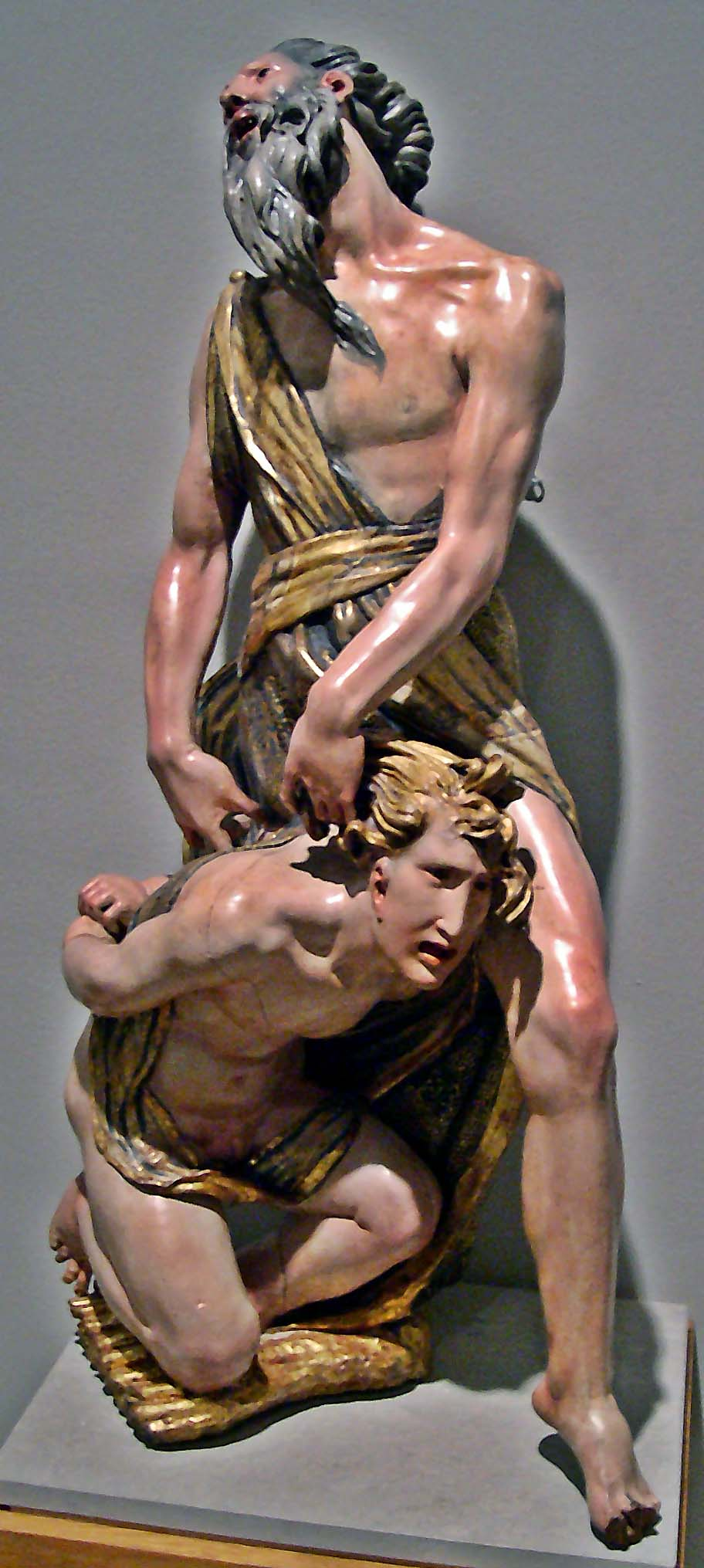
Imaginería religiosa del Renacimiento: Sacrificio de Isaac, de Alonso Berruguete, talla en madera policromada, parte desmontada de un retablo (el de San Benito el Real de Valladolid).
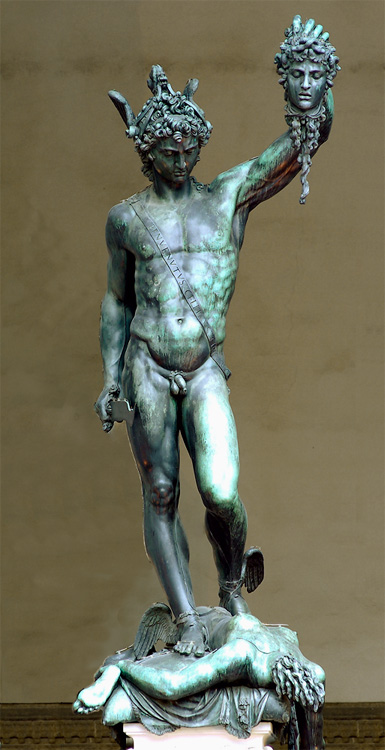
Escultura mitológica del Renacimiento: Perseo con la cabeza de Medusa, de Benvenuto Cellini, bronce.
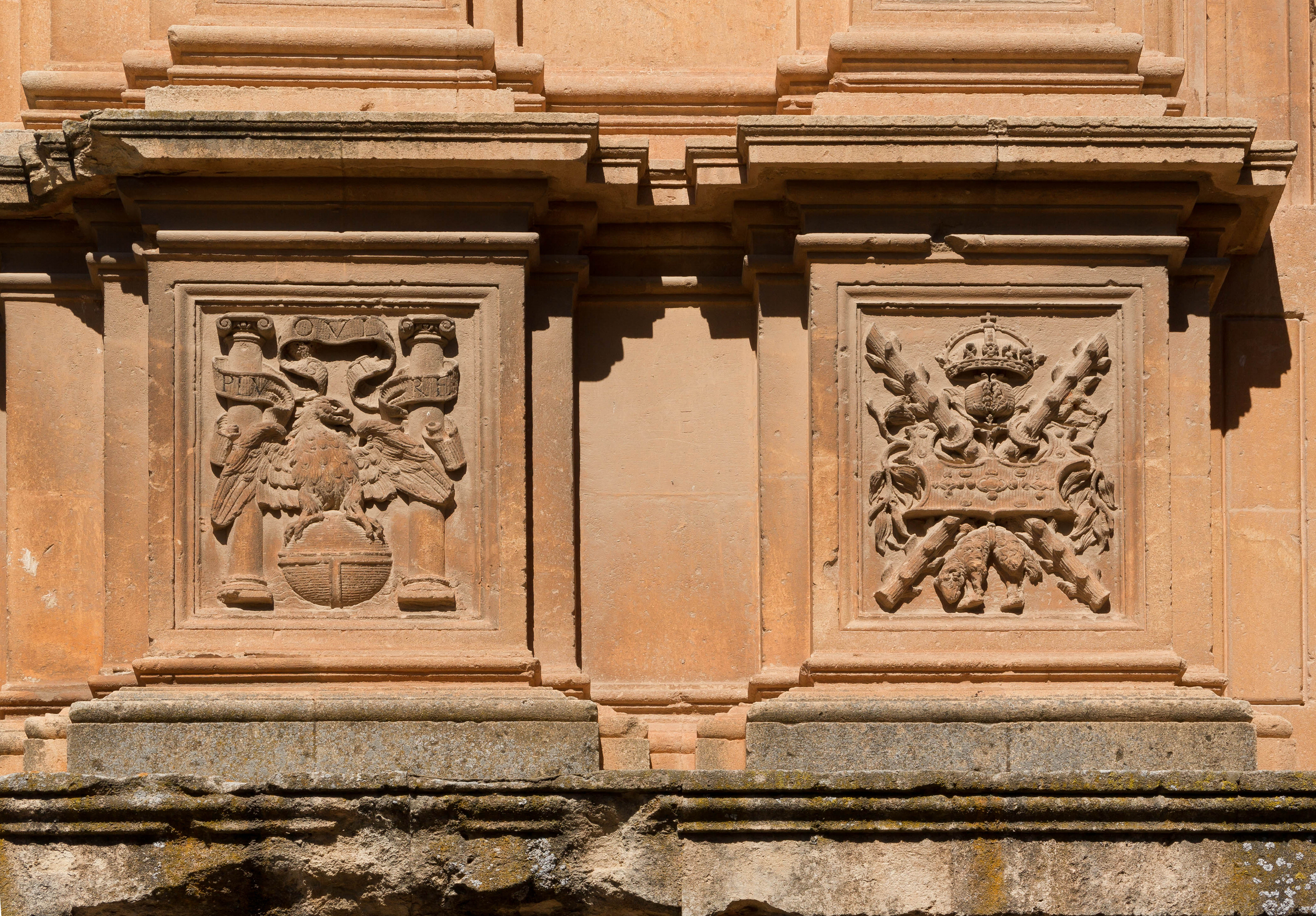
Ornamentos imperiales en el Palacio de Carlos V (Alhambra, Granada).
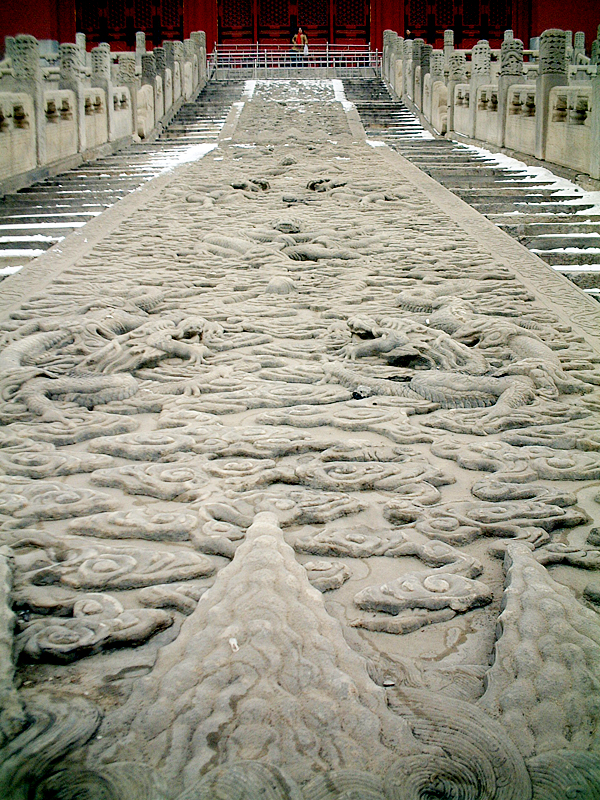
Relieve de la rampa central en la escalera de acceso al Pabellón de la Preservación de la Armonía (Ciudad Prohibida, Pekín). Su forma de dragón le otorga valor simbólico.
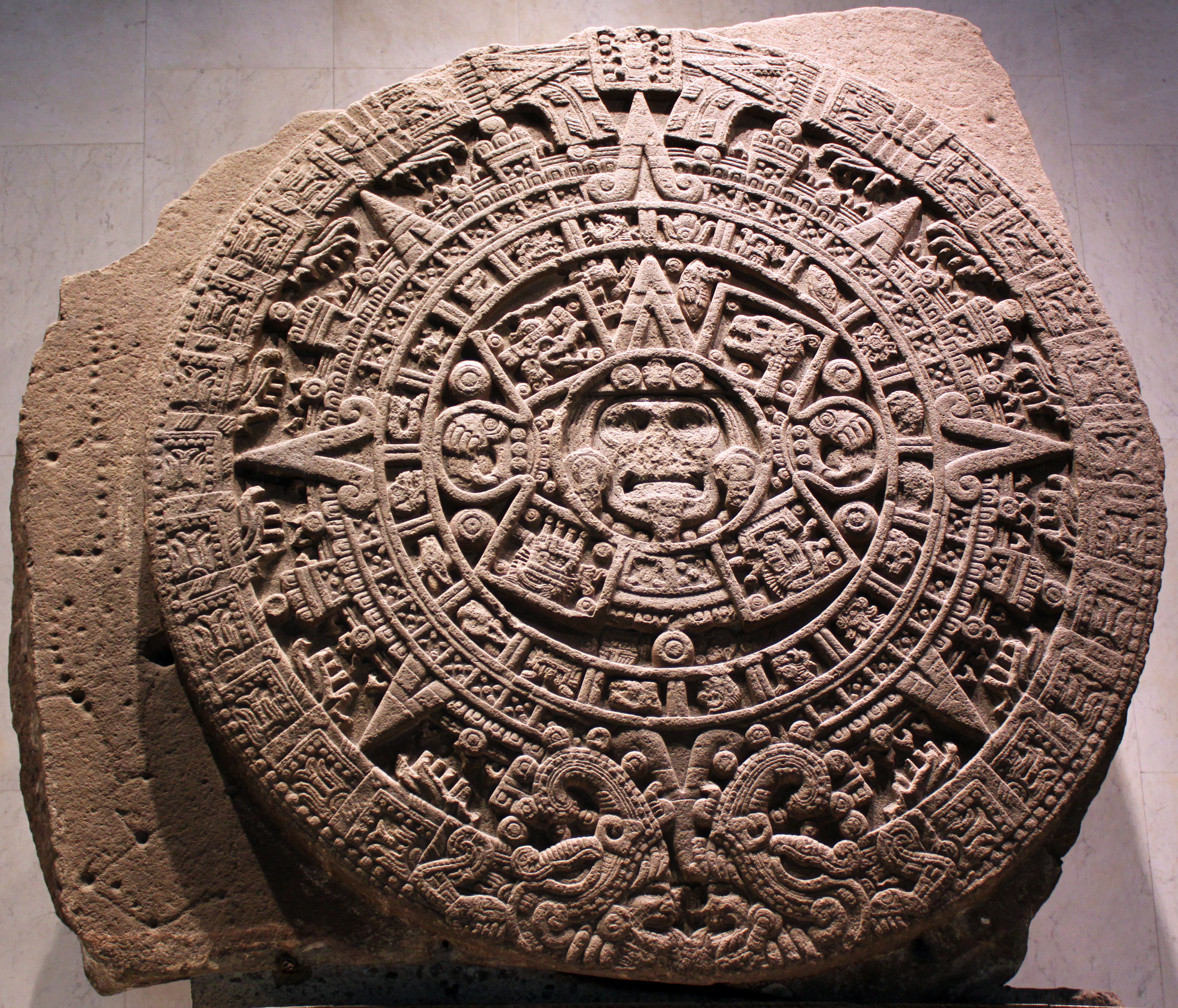
La llamada "Piedra del Sol", un calendario azteca.